# Francis Vyvyan Jago Arundell
Francis Vyvyan Jago Arundell (* 1780; † 1846) war ein britischer Geistlicher und Forschungsreisender. Er war der Schwager von James Morier.
Von 1822 bis 1834 war er als britischer Kaplan in Smyrna tätig und unternahm während dieser Zeit 1826 und 1833 zwei Forschungsreisen zu den antiken Orten Kleinasiens. Besonders interessierten ihn die im Neuen Testament  genannten Orte, insbesondere die Sieben Gemeinden aus der Offenbarung des Johannes.
Seine in zwei Werken niedergelegten Reisebeschreibungen sind für die Archäologie und historische Topographie noch immer von großem Wert, da sie zahlreiche heute nicht mehr erhaltene Orte und Denkmäler beschreiben.

## Schriften
- A visit to the seven churches of Asia; with an excursion into Pisidia; containing remarks on the geography and antiquities of those countries. John Rodwell, London 1828, (Digitalisat).
- Discoveries in Asia Minor; including a description of the ruins of several ancient cities, and especially Antioch of Pisidia. 2 Bände. Richard Bentley, London 1834, (Digitalisat Band 1, Digitalisat Band 2).